# Salzburger Jazz-Herbst
Der Salzburger Jazz-Herbst war ein in Salzburg jährlich stattfindendes Musikfestival.
Der Salzburger Jazz-Herbst wurde im Jahr 1996 von Johannes Kunz gegründet und bis 2004 von dessen Firma Vienna Entertainment GmbH regelmäßig veranstaltet. Von 2005 bis 2012 veranstaltete Johannes Kunz den Salzburger Jazz-Herbst als Geschäftsführer der Salzburger Jazz-Herbst Veranstaltungs GmbH. 
Das Festival fand jedes Jahr Ende Oktober bis Anfang November statt. Es bespielte in der Stadt Salzburg große wie kleine Aufführungsorte wie zum Beispiel das Große Festspielhaus, den Salzburg Congress, die Große Universitätsaula, das Mozarteum, die Stiegl-Brauwelt, das Oval-Die Bühne im Europark und den Romanischen Keller. Der Salzburger Jazz-Herbst setzte sich neben Jazz-Konzerten, Night Sessions, Matinéen und Jazz-Galas auch aus Ausstellungen und Filmvorführungen zum Thema Jazz zusammen.
Schon in seiner ersten Saison 1996 konnte der Salzburger Jazz-Herbst mit Weltstars wie Ray Charles, Joe Zawinul und Lalo Schifrin aufwarten. in den folgenden Jahren traten Musiker wie Dave Brubeck, Sonny Rollins, Johnny Griffin, Dee Dee Bridgewater, Oscar Klein, Sabina Hank, Adam Makowicz, Wynton Marsalis, Abbey Lincoln oder das Vienna Art Orchestra auf. Genreübergreifend waren auch Musiker wie Paco de Lucía, Ute Lemper oder die Blind Boys of Alabama zu hören. 
Das im Vorfeld des Jazz-Herbstes stattfindende Altstadtfestival „Jazz & The City“ bietet rund hundert Veranstaltungen bei freiem Eintritt an. Das führte zu einem massiven Einbruch des Publikumsandrangs.
Nachdem 2012 zahlreiche Konzerte nicht gut besucht waren, wurde zunächst geplant, das Festival 2013 noch einmal in Salzburg stattfinden zu lassen, um dann 2014 nach Grafenegg zu übersiedeln. Der Rückzug der Stadt Salzburg aus der Mitfinanzierung und das schwierige ökonomische Umfeld bei der Sponsorensuche taten ein Übriges. Wegen Verbindlichkeiten in Höhe von mehr als einer Million Euro musste die Betreibergesellschaft im August 2013 Insolvenz anmelden. 2013 und 2014 musste das Festival ausfallen; es hätte 2015 im Schloss Grafenegg fortgeführt werden sollen.